# 2-я воздушно-десантная бригада 11-й воздушно-десантной дивизии
2-я воздушно-десантная бригада 11-й воздушно-десантной дивизии (англ. 2nd Infantry Brigade Combat Team (Airborne), 11th Airborne Division) — тактическое соединение Армии США. Подразделение дислоцируется на объединённой базе Эльмендорф — Ричардсон в Анкоридже (Аляска).
Сокращённое наименование в английском языке — 2/11th IBCT(A) (2/11 вдбр).
Высшим звеном над бригадой является 11-я воздушно-десантная дивизия. До 6 июня 2022 года бригада находилась под управлением Аляскинского  командования Армии США, формально являясь частью 25-й пехотной дивизии, управление которой находится на Гавайях.

## Состав
- Штаб и штабная рота (Headquarters and Headquarters Company)
- 1-й эскадрон 40-го кавалерийского полка (1st Squadron, 40th Cavalry Regiment «Denali»)
- 1-й батальон 501-го воздушно-десантного полка (1st Battalion 501st Airborne Infantry Regiment)
- 3-й батальон 509-го воздушно-десантного полка (3rd Battalion 509th Airborne Infantry Regiment)
- 2-й дивизион 377-го артиллерийского полка (2nd Battalion 377th Field Artillery Regiment)
- 6-й инженерный батальон (6th Brigade Engineer Battalion «Oak»)
- 725-й батальон поддержки бригады (725th Brigade Support Battalion «Centurion»)

## История
2/11-я бригада была впервые сформирована 6 декабря 1969 года в Шофилд Баррекс, Гавайи, чтобы заменить 29-ю пехотную бригаду, подразделение Национальной гвардии Гаваев, которое было освобождено от действительной службы, но расформировано 15 декабря 1970 года и переименовано в 1-ю бригаду, когда это подразделение вернулось из Вьетнама.
В 2004 году Армия Соединённых Штатов объявила о модернизации армии, направленной на реструктуризацию армии США, путём создания новых модульных бригад. В рамках реорганизации была включена новая воздушно-десантная бригада в Форт-Ричардсоне, Аляска. Новая бригада была создана как 4-я бригада в составе 25-й пехотной дивизии и первой новой американской воздушно-десантное подразделение, созданное после окончания Второй мировой войны. 1-й батальон 501-го пехотного полка (воздушно-десантный), действовавший тогда как батальонная оперативная группа и размещавшийся в Форт-Ричардсоне, был объединён с новой бригадой. Батальон служил флагманским подразделением, обеспечивая старший персонал и учебные кадры для других подразделений бригады. 14 июля 2005 года бригада была официально сформирована на спортивных площадках Бакнер-Филд-Хаус во главе с полковником Майклом Х. Гарретом становится первым командиром бригады. На церемонии он официально окрестил «Спартанскую бригаду» новым девизом «Спарта жива».
Бригада провела оставшуюся часть 2005 и 2006 годов, набирая полную численность личного состава и проводя подготовку к будущему боевому развёртыванию. Первые крупные учения были проведены в Форт-Грили, штат Аляска, в апреле 2006 года, за ними последовала предварительная сертификация в Объединённом учебном центре боевой готовности Армии США в Форт-Полк, штат Луизиана, в августе того же года. В том же месяце было объявлено о осеннем развёртывании бригады в Ираке.

### Операция «Иракская свобода»
Под командованием Многонационального Центрального подразделения бригада принимала участие в нескольких крупных операциях, включая Black Eagle, Gecko, Geronimo Strike III, Marne Avalanche, Marne Torch, LaGuardia и Washing Machine. Бригада также успешно вернула мухафазу Кербела под контроль иракской провинции. Подразделения бригады приняли участие в поисках сбитого пилота F-16 майора Троя Гилберта и солдат, похищенных в мае 2007 года во время засады на патруль из 2-й бригады 10-й горнопехотной дивизии. Солдаты бригады также участвовали в рейде на штаб-квартиру провинции Кербела 20 января 2007 года. За 15 месяцев развёртывания бригада потеряла 53 солдата, память о которых увековечена на мемориале из чёрного камня на Першинг-Филд в Форт-Ричардсоне.

### Операция «Несокрушимая свобода IX—X»
В феврале 2009 года, всего через 14 месяцев после возвращения из 15-месячного пребывания в Ираке, бригада была развёрнута в восточном Афганистане в составе Регионального командования «Восток» Международных сил содействия безопасности. Район боевых действий бригады включал провинции Хост, Пактия и Пактика, все на границе с Пакистаном; штаб бригады находился на базе передового развёртывания «Салерно» в Хосте. Проходя службу в составе 101-й воздушно-десантной дивизии, затем 82-й воздушно-десантной дивизии, бригада в течение 12 месяцев проводила операции по борьбе с повстанцами в партнёрстве с афганскими национальными силами безопасности и осуществляла надзор за проектами в области управления, развития и сельского хозяйства в координации с афганским правительством.
Тринадцать солдат бригады погибли в бою во время развёртывания; в их честь установлен мемориал из чёрного гранита, расположенный перед штабом бригады в Форт-Ричардсоне.

### Операция «Несокрушимая свобода XII—XIII»
В декабре 2011 года бригада вновь была развернута на востоке Афганистана в составе Регионального командования «Восток» Международных сил содействия безопасности. Служа в составе 1-й кавалерийской дивизии, затем 1-й пехотной дивизии, бригада в течение 10 месяцев проводила операции по борьбе с повстанцами в партнёрстве с афганскими национальными силами безопасности и осуществляла надзор за проектами в области управления, развития и сельского хозяйства в координации с афганским правительством. Бригада была передислоцирована в Форт-Ричардсон в октябре 2012 года. Восемь солдат бригады были убиты в бою во время развёртывания.

### Операции «Страж Свободы» и «Решительная поддержка»
Большая часть бригады была развернута в Афганистане в поддержку миссии «Страж Свободы» и «Решительная поддержка» с сентября 2017 по июнь 2018 года.
Бригада была развернута в восточном Афганистане в рамках операции «Решительная поддержка» для проведения обучения, консультирования и оказания помощи миссии и операции «Страж свободы», а также для оказания необходимой поддержки спецназу и операторам в регионе. Бригада развернула десантников в 25 различных местах по всему Афганистану для поддержки и дальнейшей легитимизации Афганских национальных сил обороны и безопасности (ANDSF) и их партнеров для обеспечения безопасности, обучения, консультирования, оказания помощи Командованию Восточного региона и семи провинций Оперативной группы Юго-Восток от террористических угроз со стороны таких, как Талибан и Исламское государство Хорасан.

## Преемственность и награды

### Преемственность
- Сформирован 6 декабря 1969 года в Регулярной армии в качестве штаба и штабной роты 4-й бригады 25-й пехотной дивизии и развёрнут в Шофилд Баррекс, Гавайи.
- Выведен из строя 15 декабря 1970 года в Шофилд Баррекс, Гавайи
- Штаб 4-й бригады 25-й пехотной дивизии, переименован 16 июля 2005 года в штаб 4-й бригады 25-й пехотной дивизии и развёрнут в Форт-Ричардсоне, Аляска (штабная рота 4-й бригады 25-й пехотной дивизии — далее отдельная линия преемственности)[12]
- Штаб 4/25-й бригады переименован в штаб 2-й бригады 11-й воздушно-десантной дивизии.[1]

### Заслуги за участия в кампаниях
- Война с терроризмом: кампании, которые предстоит определить[12]
- Афганистан: Консолидация II, Консолидация III, Переходный период I
- Ирак: операции "Национальное урегулирование", "Иракский всплеск"[13]

Примечание: В опубликованной родословной армии США перечислены «Кампании, которые предстоит определить» по состоянию на 14 декабря 2011 года. Сравнение дат развертывания бригады с кампаниями «Война с терроризмом» показывает, что BCT имеет право на 5 перечисленных кампаний.

### Награды
- Похвальная благодарность армейской воинской части, с лентой на которой вышита надпись AFGHANISTAN 2009—2010[12]
- Похвальная благодарность армейской воинской части, с лентой на которой вышита надпись AFGHANISTAN 2011—2012[14]
- Награда за исключительную службу, с лентой на которой вышита надпись KOSOVO 2014—2015

Примечание: официально опубликованная lineage по состоянию на 14 декабря 2011 года содержит только одну Похвальную благодарность армейской воинской части. DA General Orders 2014-64, опубликованный 22 августа 2014 года, присудил вторую Похвальную благодарность.